# Campionat del Món de natació en piscina curta de 1993
El I Campionat del Món de Natació en Piscina Curta es va celebrar a Palma (Espanya) entre el 2 i el 5 de desembre de 1993. Va ser organitzat per la Federació Internacional de Natació (FINA) i la Real Federació Espanyola de Natació. Van participar un total de 313 atletes de 46 països.
Les competicions es van celebrar a les Piscines Municipals de Son Moix de la ciutat de Mallorca.

## Comitès participants
Hi participaren un total de 313 nedadors de 46 comitès.
| - Alemanya - Algeria - Australia - Belgium - Brazil - Canadà - Colombia - Croatia - Cuba | - Denmark - Ecuador - Slovakia - Slovenia - Spain - Estats Units - Estonia - Finland - France | - Greece - India - Ireland - Italy - Yugoslavia - Japan - Kazakhstan - Latvia - Moldova | - New Zealand - Norway - Netherlands - Poland - Portugal - Puerto Rico - Great Britain - Macedonia - Czech Republic | - Russia - South Africa - Sweden - Syria - Switzerland - Trinitat i Tobago - Ukraine - Uruguay - R.P. de la Xina |

## Resum de medalles

### Categoria masculina
| Event                     | Or                                                                              | Or         | Plata                                                                             | Plata      | Bronze                                                                       | Bronze     |
| 50 m. lliures             | Mark Foster                                                                     | 21.84      | Hu Bin                                                                            | 21.93      | Robert Abernethy                                                             | 21.97      |
| 100 m. lliures            | Fernando Scherer                                                                | 48.38      | Gustavo Borges                                                                    | 48.42      | Jon Olsen                                                                    | 48.49      |
| 200 m. lliures            | Antti Kasvio                                                                    | 1:45.21    | Trent Bray · Artur Wojdat                                                         | 1:45.53    | no es concedí                                                                |            |
| 400 m. lliures            | Daniel Kowalski                                                                 | 3:42.95    | Antti Kasvio                                                                      | 3:42.98    | Paul Palmer                                                                  | 3:45.07    |
| 1500 m. lliures           | Daniel Kowalski                                                                 | 14:42.04   | Jörg Hoffmann                                                                     | 14:53.09   | Piotr Albinski                                                               | 14:53.97   |
|                           |                                                                                 |            |                                                                                   |            |                                                                              |            |
| 100 m. esquena            | Tripp Schwenk                                                                   | 52.98      | Martin Harris                                                                     | 53.93      | Rodolfo Falcón                                                               | 54.00      |
| 200 m. esquena            | Tripp Schwenk                                                                   | 1:54.19    | Luca Bianchi                                                                      | 1:55.09    | Stefaan Maene                                                                | 1:55.68    |
|                           |                                                                                 |            |                                                                                   |            |                                                                              |            |
| 100 m. braça              | Phil Rogers                                                                     | 59.56      | Ron Dekker                                                                        | 59.95      | Seth Van Neerden                                                             | 1:00.08    |
| 200 m. braça              | Nick Gillingham                                                                 | 2:07.91 EU | Phil Rogers                                                                       | 2:08.32    | Eric Wunderlich                                                              | 2:08.49    |
|                           |                                                                                 |            |                                                                                   |            |                                                                              |            |
| 100 m. papallona          | Miloš Milošević                                                                 | 52.79      | Mark Henderson                                                                    | 52.92      | Rafał Szukała                                                                | 52.94      |
| 200 m. papallona          | Franck Esposito                                                                 | 1:55.42    | Christian Keller                                                                  | 1:55.75    | Chris-Carol Bremer                                                           | 1:56.86    |
|                           |                                                                                 |            |                                                                                   |            |                                                                              |            |
| 200 m. estils             | Christian Keller                                                                | 1:56.80    | Fraser Walker                                                                     | 1:58.35 RN | Curtis Myden                                                                 | 1:59.27    |
| 400 m. estils             | Curtis Myden                                                                    | 4:10.41    | Serghei Mariniuc                                                                  | 4:11.96    | Petteri Lehtinen                                                             | 4:12.33    |
|                           |                                                                                 |            |                                                                                   |            |                                                                              |            |
| relleus 4×100m m. lliures | Brasil Fernando Scherer · Teófilo Ferreira · Gustavo Borges · José Carlos Souza | 3:12.11 RM | Estats Units David Fox · Seth Pepper · Jon Olsen · Mark Henderson                 | 3:12.68    | Rússia Roman Shegolev · Vladislav Kulikov · Vladímir Predkin · Yury Mukhin   | 3:15.56    |
| relleus 4×200m m. lliures | Suècia Christer Wallin · Tommy Werner · Lars Frölander · Anders Holmertz        | 7:05.92    | Alemanya Christian Tröger · Christian Keller · Chris-Carol Bremer · Jörg Hoffmann | 7:08.63    | Brasil Gustavo Borges · Teófilo Ferreira · José Carlos Souza · Cassiano Leal | 7:09.38 SA |
| relleus 4×100m m. estils  | Estats Units Tripp Schwenk · Seth Van Neerden · Mark Henderson · Jon Olsen      | 3:32.57 RM | Espanya Carlos Ventosa · Sergi López · Joaquim Fernández · José Maria Rojano      | 3:36.92    | Regne Unit Martin Harris · Nick Gillingham · Mike Fibbens · Mark Foster      | 3:37.27    |

### Categoria femenina
| Event                    | Or                                                              | Or         | Plata                                                                    | Plata   | Bronze                                                                      | Bronze  |
| 50 m. lliures            | Le Jingyi                                                       | 24.23 RM   | Angel Martino                                                            | 24.93   | Linda Olofsson                                                              | 25.21   |
| 100 m. lliures           | Le Jingyi                                                       | 53.01 RM   | Angel Martino                                                            | 53.39   | Karen Pickering                                                             | 54.39   |
| 200 m. lliures           | Karen Pickering                                                 | 1:56.25    | Susie O'Neill                                                            | 1:57.16 | Lü Bin                                                                      | 1:57.71 |
| 400 m. lliures           | Janet Evans                                                     | 4:05.64    | Trina Jackson                                                            | 4:07.49 | Julie Majer                                                                 | 4:07.91 |
| 800 m. lliures           | Janet Evans                                                     | 8:22.43    | Julie Majer                                                              | 8:26.46 | Trina Jackson                                                               | 8:27.50 |
|                          |                                                                 |            |                                                                          |         |                                                                             |         |
| 100 m. esquena           | Angel Martino                                                   | 58.50 RM   | He Cihong                                                                | 1:00.13 | Elli Overton                                                                | 1:00.18 |
| 2000 m. esquena          | He Cihong                                                       | 2:06.09 RM | Jia Yuanyuan                                                             | 2:07.95 | Cathleen Rund                                                               | 2:09.59 |
|                          |                                                                 |            |                                                                          |         |                                                                             |         |
| 100 m. braça             | Dai Guohong                                                     | 1:06.58 RM | Linley Frame                                                             | 1:07.65 | Samantha Riley                                                              | 1:07.77 |
| 200 m. braça             | Dai Guohong                                                     | 2:21.99 RM | Hitomi Maehara                                                           | 2:24.45 | Samantha Riley                                                              | 2:24.75 |
|                          |                                                                 |            |                                                                          |         |                                                                             |         |
| 100 m. papallona         | Susie O'Neill                                                   | 59.19      | Liu Limin                                                                | 59.24   | Kristie Krueger                                                             | 59.53   |
| 200 m. papallona         | Liu Limin                                                       | 2:08.51    | Susie O'Neill                                                            | 2:09.08 | Petria Thomas                                                               | 2:09.40 |
|                          |                                                                 |            |                                                                          |         |                                                                             |         |
| 200 m. estils            | Allison Wagner                                                  | 2:07.79 RM | Dai Guohong                                                              | 2:09.21 | Elli Overton                                                                | 2:10.51 |
| 400 m. estils            | Dai Guohong                                                     | 4:29.00 RM | Allison Wagner                                                           | 4:31.76 | Julie Majer                                                                 | 4:37.50 |
|                          |                                                                 |            |                                                                          |         |                                                                             |         |
| relleus 4×100 m. lliures | R.P. de la Xina Lü Bin · Shan Ying · Jia Yuanyuan · Le Jingyi   | 3:35.97 RM | Suècia Ellenor Svensson · Linda Olofsson · Suzanne Lööv · Louise Jöhncke | 3:39.41 | Estats Units Angel Martino · Sarah Perroni · Kristie Krueger · Paige Wilson | 3:40.40 |
| relleus 4×200 m. lliures | R.P. de la Xina Shan Ying · Zhou Guanbinn · Le Jingyi · Lü Bin  | 7:52.45 RM | Austràlia Tammy Bruce · Elli Overton · Anna Windsor · Susie O'Neill      | 7:56.52 | Estats Units Paige Wilson · Sarah Perroni · Trina Jackson · Janet Evans     | 8:02.99 |
| relleus 4×100 m. estils  | R.P. de la Xina Le Jingyi · He Cihong · Liu Limin · Dai Guohong | 3:57.73 RM | Austràlia Elli Overton · Linley Frame · Petria Thomas · Susie O'Neill    | 4:00.17 | Estats Units Angel Martino · Kelli King · Kristie Krueger · Sarah Perroni   | 4:01.30 |

## Medaller
| Posició | País            | Or | Plata | Bronze | Total |
| 1       | R.P. de la Xina | 10 | 4     | 1      | 15    |
| 2       | Estats Units    | 7  | 6     | 8      | 21    |
| 3       | Austràlia       | 4  | 9     | 8      | 21    |
| 4       | Regne Unit      | 3  | 2     | 3      | 8     |
| 5       | Brasil          | 2  | 1     | 1      | 4     |
| 6       | Alemanya        | 1  | 3     | 2      | 6     |
| 7       | Finlàndia       | 1  | 1     | 1      | 3     |
| 8       | Canadà          | 1  | 0     | 1      | 2     |
| 8       | Suècia          | 1  | 0     | 1      | 2     |
| 10      | Croàcia         | 1  | 0     | 0      | 1     |
| 10      | França          | 1  | 0     | 0      | 1     |
| 12      | Polònia         | 0  | 1     | 2      | 3     |
| 13      | Espanya         | 0  | 1     | 0      | 1     |
| 13      | Itàlia          | 0  | 1     | 0      | 1     |
| 13      | Japó            | 0  | 1     | 0      | 1     |
| 13      | Nova Zelanda    | 0  | 1     | 0      | 1     |
| 13      | Països Baixos   | 0  | 1     | 0      | 1     |
| 13      | Moldàvia        | 0  | 1     | 0      | 1     |
| 19      | Bèlgica         | 0  | 0     | 1      | 1     |
| 19      | Cuba            | 0  | 0     | 1      | 1     |
| 19      | Rússia          | 0  | 0     | 1      | 1     |
| Total   | Total           | 32 | 33    | 31     | 96    |